# 莫多克国家森林
莫多克国家森林（英語：Modoc National Forest）是一座1,654,392英畝（6,695平方）的国家森林，位于加利福尼亚州东北部。

## 管理
森林的行政中心位于加州的阿尔图拉斯，此外在埃丁、阿尔图拉斯、锡达维尔、图利莱克也设有本地巡逻站。